# Plozévet
Plozévet è un comune francese di 3 084 abitanti situato nel dipartimento del Finistère nella regione della Bretagna.

## Società

### Evoluzione demografica
Abitanti censiti